# Narcisse Bambara
Narcisse Bambara (n. 23 iunie 1989, Ouagadougou, Burkina Faso) este un fotbalist burkinabez care evoluează în prezent este liber de contract.